# Kenneth Sitzberger
Kenneth Robert Sitzberger, conosciuto anche come Ken Sitzberger , (Cedar Rapids, 13 febbraio 1945 – Coronado, 2 gennaio 1984), è stato un tuffatore statunitense.
Ha rappresentato la nazionale degli Stati Uniti ai Giochi olimpici estivi di Tokyo 1964, vincendo la medaglia d'oro nel concorso dei tuffi dal trampolino 3 metri.

## Palmarès
- Giochi olimpici

Tokyo 1964: oro nel trampolino 3 m
- Giochi panamericani

San Paolo 1963: bronzo nel trampolino 3 m